# Baudette
Baudette är administrativ huvudort i Lake of the Woods County i Minnesota. Orten har fått sitt namn efter trappern Joseph Baudette.  Enligt 2010 års folkräkning hade Baudette 1 106 invånare.

## Kända personer från Baudette
- Keith Ballard, ishockeyspelare